# سفارة البوسنة والهرسك في السويد
سفارة البوسنة والهرسك في السويد هي أرفع تمثيل دبلوماسي لدولة البوسنة والهرسك لدى السويد. تقع السفارة في ستوكهولم وهي تهدف لتعزيز المصالح البوسنية في السويد.

## وصلات خارجية
- قائمة سفارات البوسنة والهرسك
- قائمة السفارات في السويد